# 角田県
角田県（かくだけん）は、明治2年8月（1869年9月）に明治政府によって磐城国北部および陸前国南部に設置された県。管轄区域は現在の宮城県南部および福島県新地町に相当する。本項では前身の南部氏白石藩（しろいしはん）および白石県（しろいしけん）についても併記する。

## 概要
明治元年12月24日（1869年2月5日）、戊辰戦争に敗れた仙台藩は62万石から28万石に減封された。その際に仙台藩から没収された所領のうち、刈田郡・柴田郡・伊具郡・亘理郡および宇多郡のうち9か村に盛岡藩主南部利恭が減転封され、白石藩が発足した。
半年後、南部氏は明治政府に70万両を納めることを条件に旧領への復帰を許されたため、白石藩領は政府直轄地となり、白石県が設置された。白石県はわずか3か月で県庁を角田城に移転して角田県に改称し、明治4年11月2日（1871年12月13日）の第1次府県統合により仙台藩の後身である仙台県に編入され廃止となった。
仙台県は明治5年1月8日（1872年2月16日）に宮城県と改称され現在に至っている。

## 沿革
- 明治元年12月24日（1869年2月5日） - 仙台藩から没収された刈田郡白石城に盛岡藩主南部利恭が転封されて白石藩が発足。刈田郡・柴田郡・伊具郡・亘理郡および宇多郡のうち9か村を領す。
- 明治2年8月7日（1869年9月12日） - 南部氏が旧領盛岡に復帰。旧白石藩領を以て白石県を設置。県庁を白石城に置く。
- 明治2年11月27日（1869年12月29日） - 県庁を角田城に移転し、角田県に改称。
- 明治4年11月2日（1871年12月13日） - 第1次府県統合により仙台県に編入。同日角田県廃止。

## 管轄地域
- 磐城国
  - 刈田郡
  - 伊具郡
  - 亘理郡
  - 宇多郡のうち9か村
- 陸前国
  - 柴田郡

## 歴代知事

### 白石県
- 明治2年8月7日（1869年9月12日） - 明治2年11月27日（1869年12月29日） ： 権知事・武井守正（前民部大録、元姫路藩士）

### 角田県
- 明治2年11月27日（1869年12月29日） - 明治4年11月2日（1871年12月13日） ： 知事・武井守正